# Mascarville
Mascarville is een gemeente in het Franse departement Haute-Garonne (regio Occitanie) en telt 198 inwoners (2007). De plaats maakt deel uit van het arrondissement Toulouse alsook van de Communauté de Communes Cœur Lauragais.

## Geografie
De oppervlakte van Mascarville bedraagt 5,27 km², de bevolkingsdichtheid is 38 inwoners per km².
De onderstaande kaart toont de ligging van Mascarville met de belangrijkste infrastructuur en aangrenzende gemeenten.

## Demografie
Onderstaande figuur toont het verloop van het inwonertal (bron: INSEE-tellingen).